# ماتيوسز تشوليوياك
ماتيوسز تشوليوياك هو لاعب كرة قدم بولندي يلعب كمدافع مع نادي ليجيا وارسو.